# Pinctada
Genre
Synonymes
- Avicula (Meleagrina) Lamarck, 1819
- Margarita Leach, 1814
- Margaritifera Jameson, 1901
- Margaritiphora Megerle von Mühlfeld, 1811
- Meleagrina Lamarck, 1819
- Perlamater Schumacher, 1817
- Pintadina Gray, 1834
- Pteria (Margaritifera) Jameson, 1901
- Unionium Link, 1807

Pinctada est un genre de mollusques bivalves de la famille des Pteriidae qui comprend des huîtres perlières marines.

## Liste d'espèces
Selon World Register of Marine Species (25 avril 2014) :
- Pinctada albina (Lamarck, 1819)
- Pinctada capensis (Sowerby III, 1890)
- Pinctada chemnitzii (Philippi, 1849)
- Pinctada cumingii (Reeve, 1857)
- Pinctada galtsoffi Bartsch, 1931
- Pinctada imbricata Röding, 1798
  - Pinctada imbricata fucata (Gould, 1850)
  - Pinctada imbricata imbricata Röding, 1798
  - Pinctada imbricata radiata (Leach, 1814)
- Pinctada inflata (Schumacher, 1817)
- Pinctada longisquamosa (Dunker, 1852)
- Pinctada maculata (Gould, 1850)
- Pinctada margaritifera (Linnaeus, 1758)
- Pinctada maxima (Jameson, 1901)
- Pinctada mazatlanica (Hanley, 1856)
- Pinctada nigra (Gould, 1850)
- Pinctada petersii (Dunker, 1852)
- Pinctada reeveana (Dunker, 1872)
- Pinctada sugillata (Reeve, 1857)
- Pinctada vidua (Gould, 1850)

## Galerie

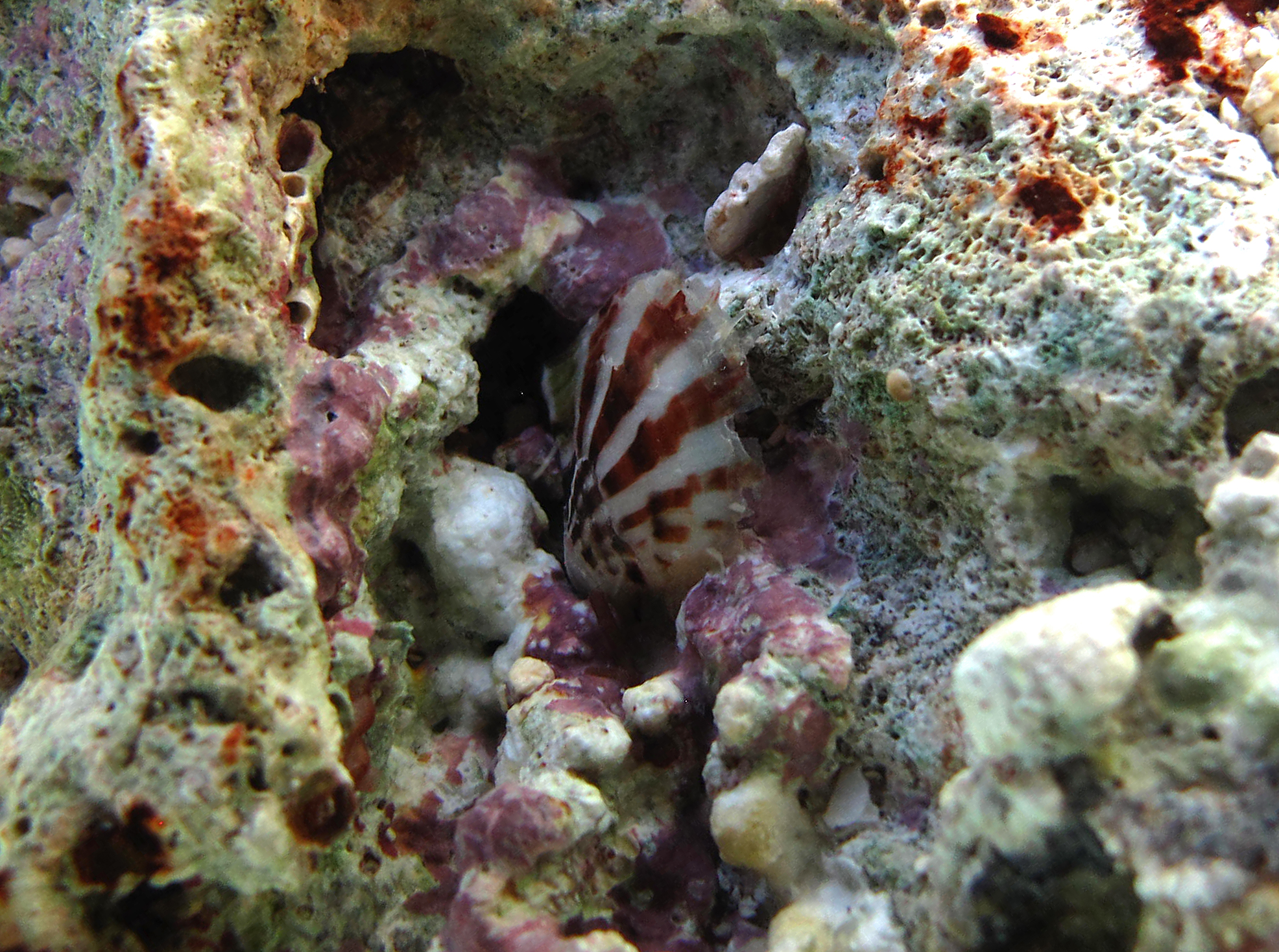
Pinctada imbricata radiata
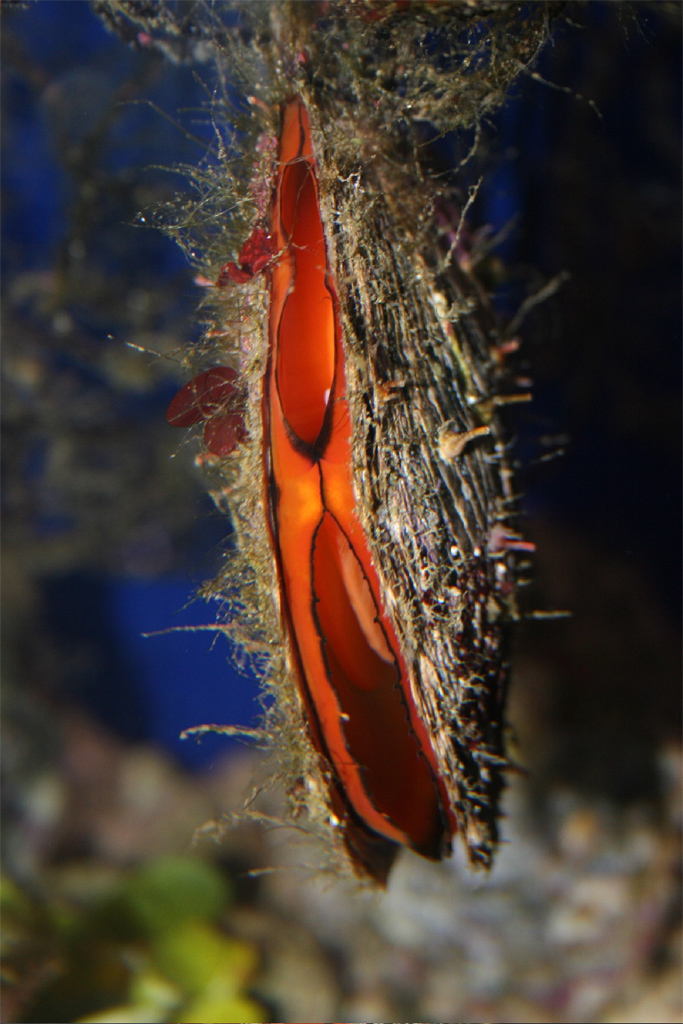
Pinctada margaritifera
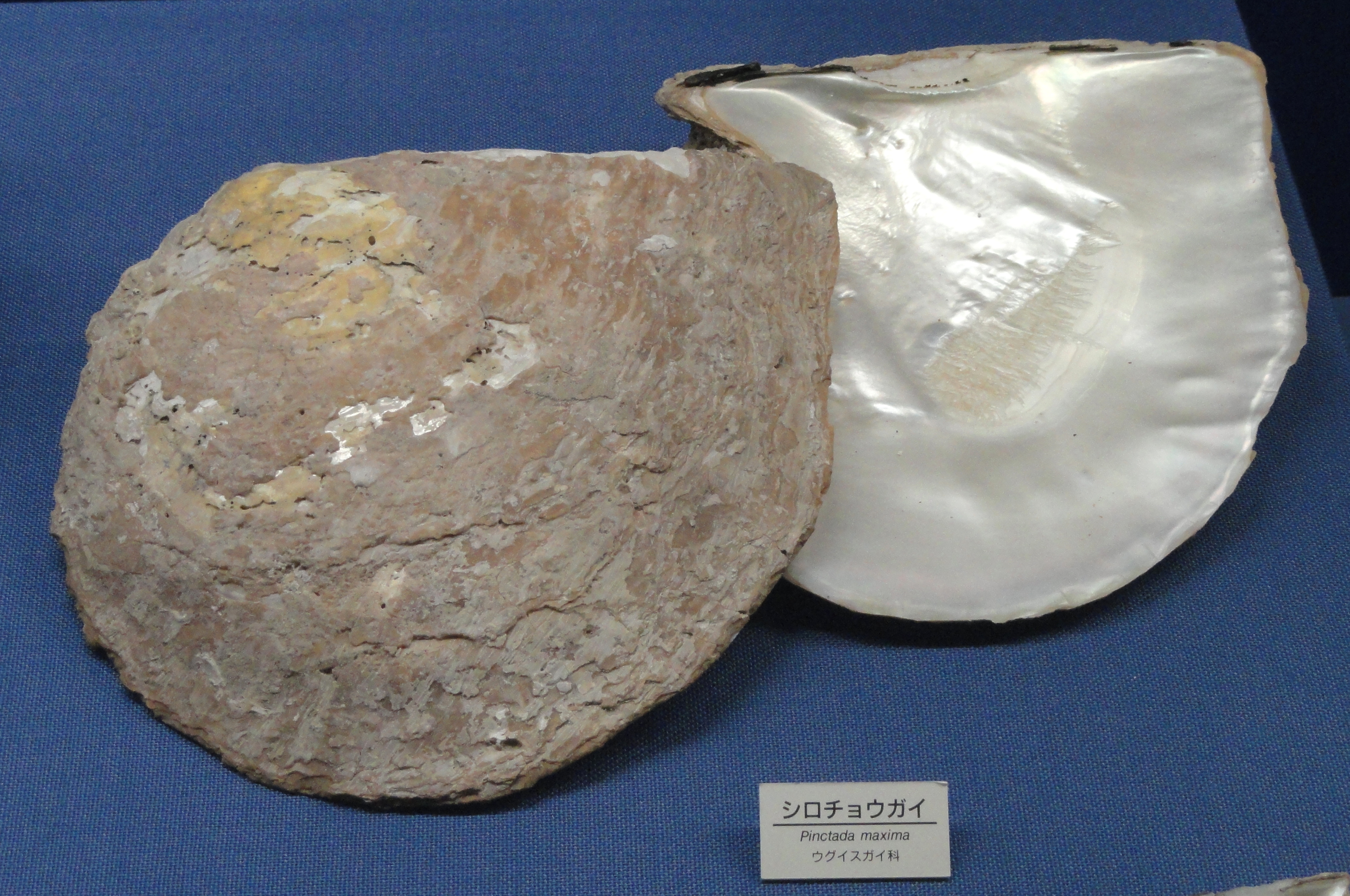
Pinctada maxima